# Selenops trifidus
Selenops trifidus là một loài nhện trong họ Selenopidae.
Het dier komt alleen voor op Navassa.
Loài này thuộc chi Selenops. Selenops trifidus được Elizabeth Bangs Bryant miêu tả năm 1948.